# 500 Milhas de Indianápolis de 1972
Resultados das 500 Milhas de Indianápolis de 1972, disputada no Indianapolis Motor Speedway na sábado, 27 de Maio de 1972.
| Pos final | Pos inicial | N.º | Nome                  | Qual    | Rank | Voltas | Led | Posição        |
| --------- | ----------- | --- | --------------------- | ------- | ---- | ------ | --- | -------------- |
| 1         | 3           | 66  | Mark Donohue          | 191.408 | 3    | 200    | 13  | Corrida        |
| 2         | 19          | 4   | Al Unser              | 183.617 | 13   | 200    | 0   | Corrida        |
| 3         | 6           | 1   | Joe Leonard           | 185.223 | 10   | 200    | 0   | Corrida        |
| 4         | 24          | 52  | Sammy Sessions        | 180.415 | 26   | 200    | 0   | Corrida        |
| 5         | 7           | 34  | Sam Posey             | 184.379 | 12   | 198    | 0   |                |
| 6         | 11          | 5   | Lloyd Ruby            | 181.415 | 20   | 196    | 0   |                |
| 7         | 25          | 60  | Mike Hiss             | 179.015 | 31   | 196    | 0   |                |
| 8         | 5           | 9   | Mario Andretti        | 187.617 | 9    | 194    | 0   | Out of fuel    |
| 9         | 31          | 11  | Jimmy Caruthers       | 178.909 | 32   | 194    | 0   |                |
| 10        | 32          | 21  | Cale Yarborough       | 178.864 | 33   | 193    | 0   |                |
| 11        | 21          | 84  | George Snider         | 181.855 | 16   | 190    | 0   |                |
| 12        | 15          | 48  | Jerry Grant           | 189.294 | 4    | 188    | 16  | Penalized      |
| 13        | 23          | 44  | Dick Simon            | 180.424 | 25   | 186    | 0   | Out of Fuel    |
| 14        | 4           | 7   | Gary Bettenhausen     | 188.877 | 7    | 182    | 138 | Ignição        |
| 15        | 33          | 40  | Wally Dallenbach, Sr. | 181.626 | 18   | 182    | 0   |                |
| 16        | 14          | 89  | John Martin           | 179.614 | 28   | 161    | 0   |                |
| 17        | 30          | 37  | Lee Kunzman           | 179.265 | 30   | 131    | 0   | Lost Tire      |
| 18        | 12          | 23  | Mel Kenyon            | 181.388 | 21   | 126    | 0   | Fuel Injection |
| 19        | 28          | 17  | Denny Zimmerman       | 180.027 | 27   | 116    | 0   | Ignição Rotor  |
| 20        | 26          | 24  | Gordon Johncock       | 188.511 | 8    | 113    | 0   | Exhaust Valve  |
| 21        | 10          | 15  | Steve Krisiloff       | 181.433 | 19   | 102    | 0   | Ignição Rotor  |
| 22        | 29          | 31  | John Mahler           | 179.497 | 29   | 99     | 0   | Piston         |
| 23        | 13          | 56  | Jim Hurtubise         | 181.050 | 22   | 94     | 0   | Penalized      |
| 24        | 20          | 14  | Roger McCluskey       | 182.686 | 15   | 92     | 0   | Válvulas       |
| 25        | 17          | 2   | A.J. Foyt             | 188.996 | 6    | 60     | 0   | Turbo          |
| 26        | 16          | 98  | Mike Mosley           | 189.145 | 5    | 56     | 3   | Choque T4      |
| 27        | 8           | 18  | Johnny Rutherford     | 183.234 | 14   | 55     | 0   | Vara           |
| 28        | 18          | 3   | Bill Vukovich II      | 184.814 | 11   | 54     | 0   |                |
| 29        | 22          | 95  | Carl Williams         | 180.469 | 24   | 52     | 0   | Oil Cooler     |
| 30        | 1           | 6   | Bobby Unser           | 195.940 | 1    | 31     | 30  | Ignição Rotor  |
| 31        | 2           | 12  | Peter Revson          | 192.885 | 2    | 23     | 0   | Caixa de Velo. |
| 32        | 9           | 42  | Swede Savage          | 181.726 | 17   | 5      | 0   | Vara           |
| 33        | 27          | 33  | Salt Walther          | 180.542 | 23   | 0      | 0   | Magneto        |